# Bernward (Würzburg)
Bernward († 995 auf der Insel Euböa) war von 990 bis 995 Bischof von Würzburg.
Die fünfjährige Amtszeit Bernwards war von seinem Versuch bestimmt, die im 10. Jahrhundert nach Plünderung und Zerstörung im Verlaufe zahlreicher kriegerischer Auseinandersetzungen niedergegangenen Klöster wiederherzustellen. Die Klostergemeinschaften waren nach den Zerstörungen vertrieben worden und ihre Rückkehr war angesichts der Zerstörungen erschwert. Bernward dehnte die Anstrengungen seines Vorgängers Hugo um die Revitalisierung der Klöster aus. Schon Hugo war vorrangig um eine Wiederbelebung des Klosters Burkard bemüht gewesen. Um auch den rechtlichen Status, den die Klöster vor ihrem Niedergang eingenommen hatten, wieder zu errichten, ersann sich Bernward einen Weg, den wir heute als eine Fälschung von Urkunden bezeichnen würden. Damals regten sich bei der Geistlichkeit offenbar keine Bedenken gegen ein derartiges Vorgehen, denn sie untermauerte die früheren Ansprüche der Klöster schriftlich mittels nachträglich verfasster Urkunden. So führten vorgebliche Urkunden von Pippin und Karl dem Großen zur Restitution der Orte bzw. Klöster Neustadt am Main, Homburg am Main, Amorbach, Schlüchtern und Murrhardt. Nur für die Abtei Münsterschwarzach konnte man sich auf eine Originalurkunde von Ludwig dem Deutschen von 857 berufen.
Bernward war offenbar bereits vor der Ernennung zum Bischof in reichdienstlichen Ämtern tätig, denn man betraute ihn bald mit einer politischen Aufgabe von hoher Bedeutung: Zusammen mit dem Griechen Johannes Philagathos sollte er eine Brautwerbung für den heiratsfähigen Otto III. in Byzanz organisieren. Bernward starb allerdings bereits auf der Hinreise 995 auf der Insel Euböa.